# マイケル・バラット (宇宙飛行士)
マイケル・リード・バラット（Michael Reed Barratt、1959年4月16日 - ）は、アメリカ合衆国の医師、アメリカ航空宇宙局(NASA)の宇宙飛行士である。バラットは航空医学を専攻し、宇宙飛行士に選ばれる前は、NASAで飛行外科医として働いており、シャトル・ミール計画と国際宇宙ステーション(ISS)のためのNASAの宇宙医学プログラムの発展に寄与していた。最初の宇宙飛行はISSへの長期滞在ミッションで、フライトエンジニアとして第19次長期滞在及び第20次長期滞在に参加した。2011年3月、バラットはSTS-133での2度目の宇宙飛行を行った。

## 個人
バラットはバンクーバーで生まれたが、キャマスを故郷であると考えている。博士号を持つミッシェル・リン・バラットと結婚しており、5人の子供がいる。父ジョセフと母ドナはキャマスに住んでいる。趣味は、家族や協会での活動、書き物、セーリング、ボートの修理やメンテナンスである。

## 教育
バラットは、1977年にキャマス高校を卒業した。1981年に動物学の学位を得てワシントン大学を卒業し、1985年にノースウェスタン大学で修士号を取得した。1988年にノースウェスタン大学で3年間の内科の研修を終え、1989年にはシカゴのVeterans Administration Lakeside Hospitalで研修を行った。1991年、バラットは、ライト州立大学、NASA、ライト・パターソン空軍基地で航空医学の修士号を取った。
バラットは自家用飛行機の免許を持ち、NASAのT-38を操縦する資格を持つ。

## NASAでの活動
バラットは、1991年5月に航空医学プロジェクトのためにNASAのジョンソン宇宙センターに雇用された。1991年5月から1992年7月まで、彼はフリーダム宇宙ステーションで行われたHealth Maintenance Facility Projectにおいて高圧・呼吸器サブシステムの責任者を務めた。1992年7月、彼はNASAの航空医学の試験員に任命され、Space Shuttle Medical Operationsで働いた。
1993年7月、バラットはソユーズの修理現場への立ち会いに初めて招待された3人のアメリカ人のうちの1人に選ばれた。彼はNASAの宇宙ステーションからの乗組員の帰還機としてのソユーズの可能性の評価を依頼され、ソユーズTM-16がカザフスタンに着陸した後に彼らを迎えに現地に飛んだ（ソユーズは、結果として、ISSの帰還機に選ばれた）。
1994年1月、彼はシャトル・ミール計画への参加に選ばれた。彼は12ヵ月間、ノーマン・サガードとバックアップのボニー・J・ダンバーを支援する2人の飛行外科医のうちの1人としてガガーリン宇宙士訓練飛行センターで訓練と作業を行った。役割としては、NASAとロシアの医師の間の医学的なアプローチの相違の調整等があった。バラットと、同じく飛行外科医のデヴィッド・ワードは、ミールに備え付けられるMir Supplemental Medical Kitを開発し、またその利用法の訓練のプログラムも作成してNASAとロシアの宇宙飛行士に教えた。
サガードはソユーズTM-21でミールを訪れ、STS-71で地球に帰還した。115日間の飛行で、バラットとワードはNASAのシャトル・ミールチームでCAPCOMを務めるとともに、飛行外科医としての任務も果たした。
1995年7月から1998年7月まで、バラットはISSのMedical Operations Leadを務めた。頻繁にロシアを訪れ、彼はロシア科学アカデミーの生物医学問題研究所やその他のISSのパートナーセンターのカウンターパートとして働き、医学処置の手順や訓練法、ISSのための装置を開発した。バラットは1998年7月の第1次長期滞在から宇宙飛行士候補に選ばれるまで、乗組員の外科医のリーダーを務めた。彼はまた、Aviation, Space, and Environmental Medicine誌の共同編集者、教科書‘Principles of Clinical Medicine for Space Flight’の編集主任を務めた。

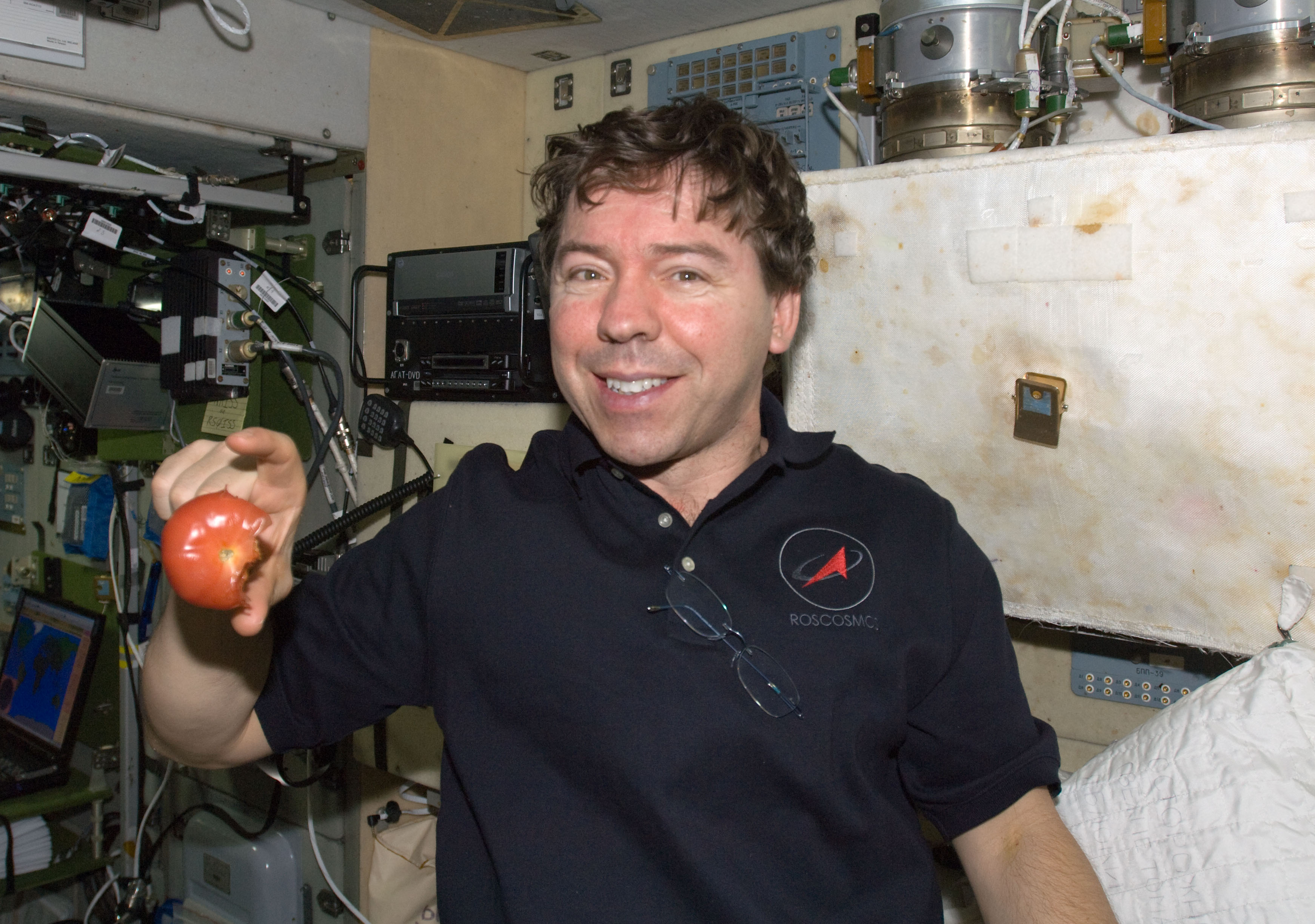
ズヴェズダの中で浮遊するトマトとバラット

バラットは2000年7月にNASAによってミッションスペシャリストに選ばれ、2000年8月から訓練を始めたと言われている。2年間の訓練と評価を終え、Astronaut Officeのステーション運用部門で技術的な仕事を行うようになった。2004年10月、バラットはNEEMO 7ミッションで水中実験室に11日間滞在した。

### 第19/20次長期滞在
バラットは2008年2月に第19次長期滞在の乗組員に指名され、2009年3月にソユーズTMA-14でISSを訪れた。ISSへの滞在は、第20次長期滞在が終了する2009年10月まで続いた。

### STS-133
バラットは、ディスカバリーの最後の飛行となるSTS-133にミッションスペシャリストとして参加した。